# جاكلين بيجز
جاكلين بيجز (بالإنجليزية: Jacqueline R. Beggs)‏ هي عالمة حشرات نيوزيلندية، ولدت في 1962.